# Polittico di Sant'Antonio
Il Polittico di Sant'Antonio è un'opera di Piero della Francesca, di tecnica mista su tavola (338x230 cm), databile intorno al 1460-1470 e conservata nella Galleria nazionale dell'Umbria di Perugia.

## Storia
L'opera, destinata al convento di Sant'Antonio di Perugia venne cominciata poco dopo il rientro da Roma, verso il 1460. Come il Polittico della Misericordia si tratta di un'opera di impostazione arcaica, sicuramente su richiesta dei committenti, con le figure principali dipinte su un prezioso fondo d'oro e con un motivo che imita le stoffe preziose, forse ispirato a modelli iberici che l'artista poteva aver visto durante il soggiorno romano. Decisamente moderno è invece il riquadro superiore dell'Annunciazione.

## Descrizione e stile
L'opera è composta da nove pannelli, con una compenetrazione tra i pannelli più unitaria della Pala della Misericordia, fosse solo per i santi disposti a coppie invece che isolati sotto il proprio arco. Le colonnette divisorie tortili in gesso vennero aggiunte solo in epoca tarda. Lo stile e le qualità dei vari scomparti non sono uniformi, con diverse parti stimate lavori di assistenti.

### I pannelli principali

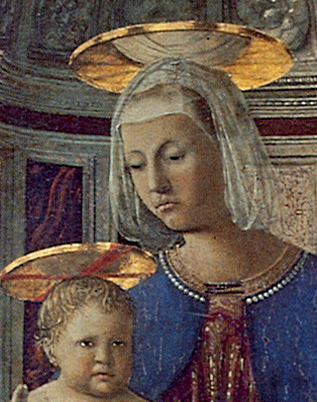
La Vergine e il Bambino con le aureole lucidate a specchio

Il registro principale mostra la Vergine in trono col Bambino, al di sotto di una nicchia marmorea con cupoletta a cassettoni, che ricorda molto da vicino l'architettura che farà da sfondo alla Pala di Brera. Il Bambino è benedicente e reca in mano un fiore rosso, prefigurazione del sangue della Passione. La posizione della Vergine, leggermente curva, e la solida fisicità del Bambino sembrano un omaggio all'arte di Masaccio, in particolare alla Madonna in trono con Bambino del Polittico di Pisa.
Ai lati si trovano due santi per lato, appoggiati su un gradino marmoreo che continua anche dietro il trono della Vergine. A sinistra sono presenti i Santi Antonio da Padova e Giovanni Battista, il primo riconoscibile dal saio francescano e dal libro che ricorda la sua familiarità con le Scritture, il secondo dalla capigliatura corvina, la barba, il vestito da eremita nel deserto, il bastone e il gesto che indica Gesù Bambino, come nel polittico della Misericordia. A destra si incontrano invece i Santi Francesco d'Assisi ed Elisabetta di Turingia: il primo mostra inequivocabilmente le stimmate e tiene in mano una croce incastonata di pietre come nella Pala di Brera; la seconda santa era figlia di Andrea II d'Ungheria e la sua leggenda narra che ella era solita portare del pane nascosto nel grembo ai bisognosi, contravvenendo a un divieto paterno, finché non venne scoperta da una guardia che le impose di mostrare il contenuto del grembo, ma miracolosamente ne uscirono solo rose.
Straordinariamente innovativa è la trattazione a specchio dei dischi scorciati delle aureole, dove si riflettono le teste dei santi.

### L'Annunciazione

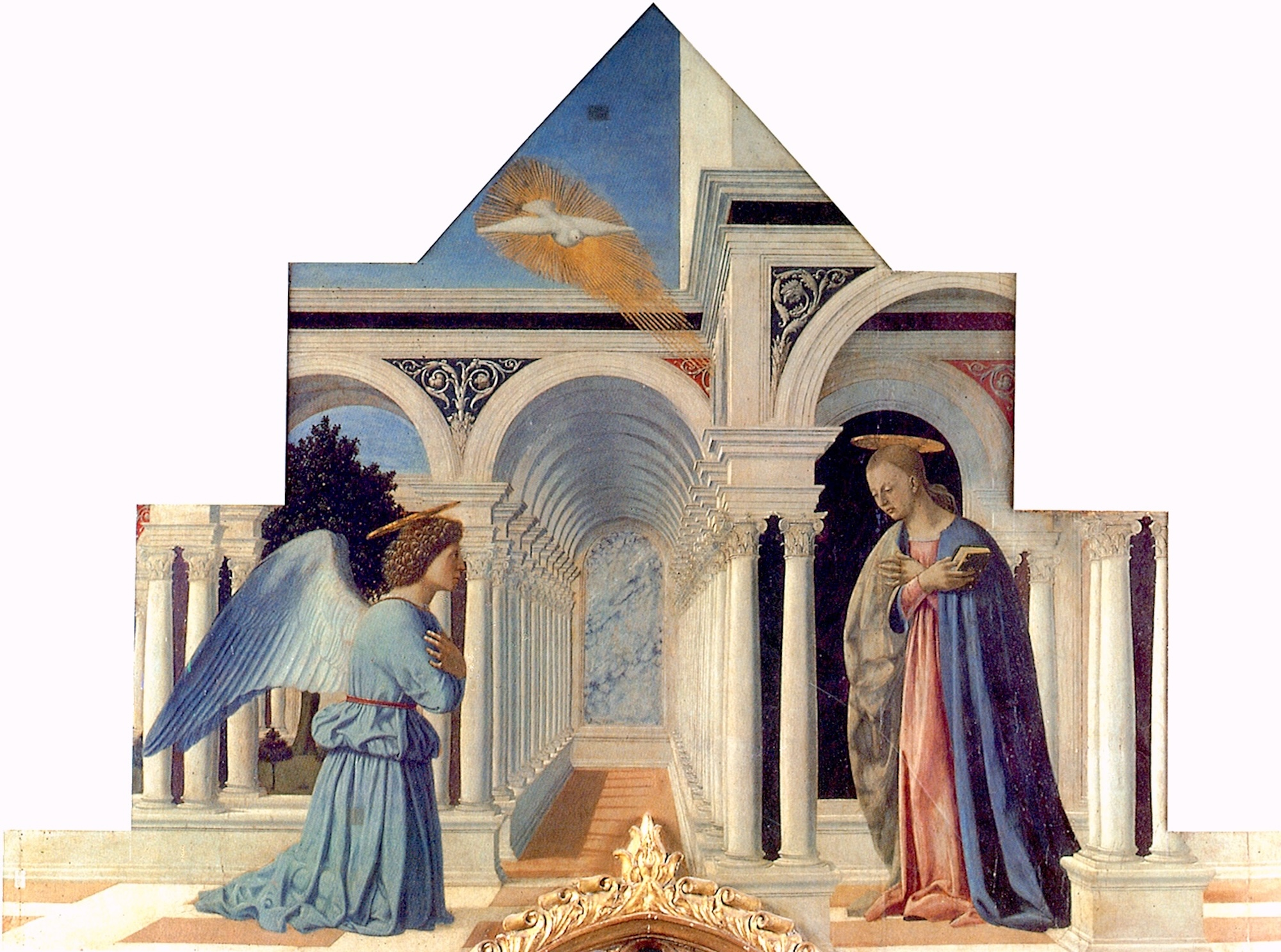
Annunciazione

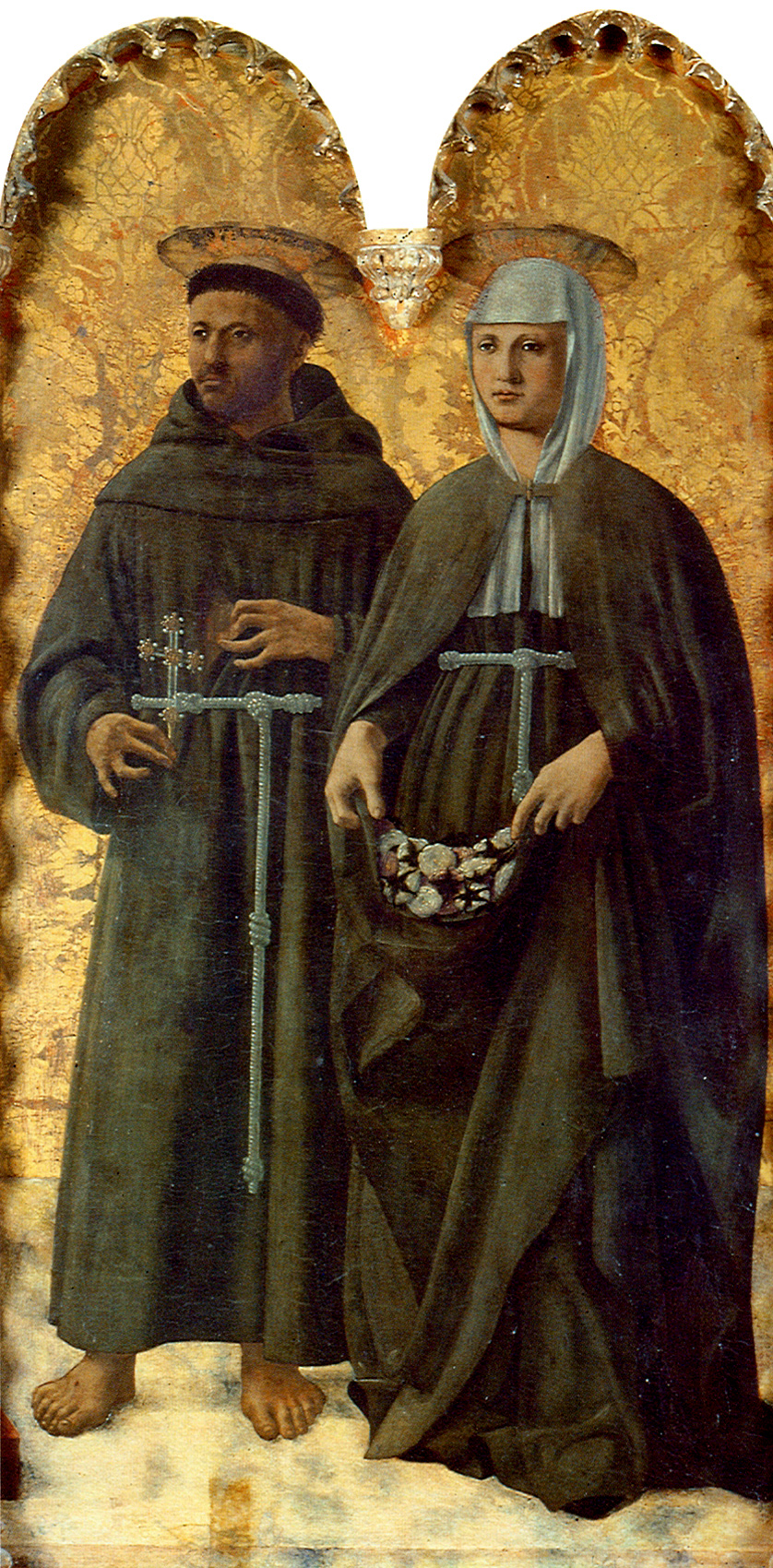
Santi Francesco ed Elisabetta

La cimasa è occupata dalla straordinaria Annunciazione, ambientata in una magnifica scatola prospettica. A sinistra si trova l'Angelo e a destra la Vergine al di sotto di un loggiato, mentre tra i due si aprono gli archi di un altro braccio del loggiato, che fuggono in prospettiva centrale, creando un lontano sfondamento prospettico che calamita l'occhio dello spettatore. La Vergine è colta nel momento dell'humiliatio, quando accetta il compito divino, mentre i raggi stanno raggiungendola dalla colomba dello Spirito Santo, posta in un quadrato di cielo in alto a sinistra. La sua collocazione nello spazio è molto complicata: guardando la sua testa essa sembra di fronte all'arco che la inquadra, guardando ai piedi invece si scopre come in realtà sia sotto la loggia; inoltre una ricostruzione in pianta dell'ambiente architettonico della scena ha dimostrato come sulla linea visuale tra l'Angelo e Maria si trovi una colonna (basta notare la griglia del pavimento e la sua corrispondenza con le colonne). La scena è inoltre inondata di una luce ultraterrena, direzionata da sinistra a destra, ma che assorbe incomprensibilmente le ombre delle colonne del loggiato al centro, le quali sfumano sul pavimento come mozziconi. La parte sinistra dell'ambientazione mostra un giardino al centro di un chiostro conventuale, una citazione dell'hortus conclusus che simboleggia la verginità di Maria.
Il salto stilistico tra l'Annunciazione e i pannelli inferiori ha fatto anche pensare che la prima sia frutto di un'aggiunta successiva.

### I riquadri
Sotto i tre pannelli principali si trovano altrettanti riquadri con medaglioni al centro, ma solo quelli alle estremità sono decorati da pitture, poiché quello centrale, adibito a contenere il Santissimo Sacramento, è stato rovinato e usurato col tempo andandosi a sbiadire e poi a scomparire la pittura. A sinistra si trova la mezza figura di Santa Chiara, con l'abito delle Clarisse, il libro e il giglio della purezza, a destra Sant'Agata, con in mano un piatto coi seni che le vennero amputati durante il martirio, simboleggiato dal ramo di palma che tiene nell'altra mano.

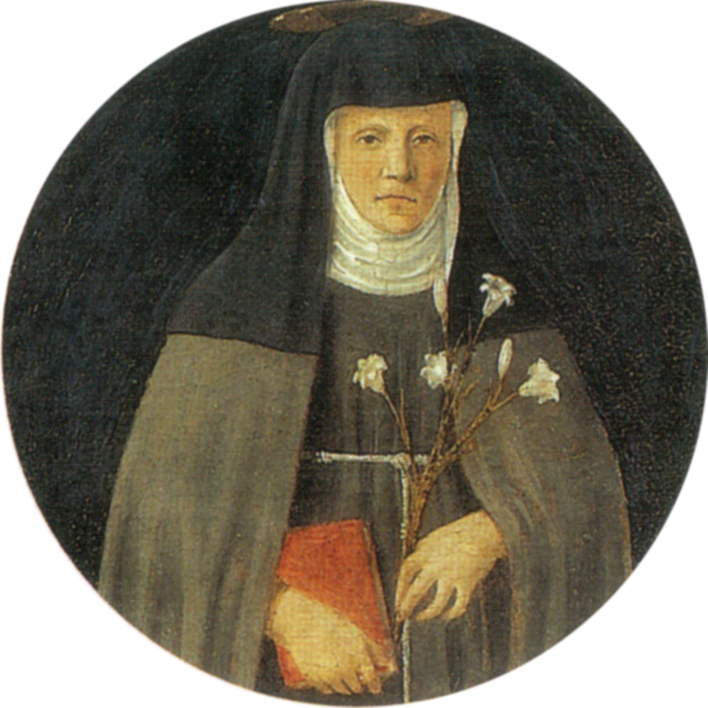
Santa Chiara
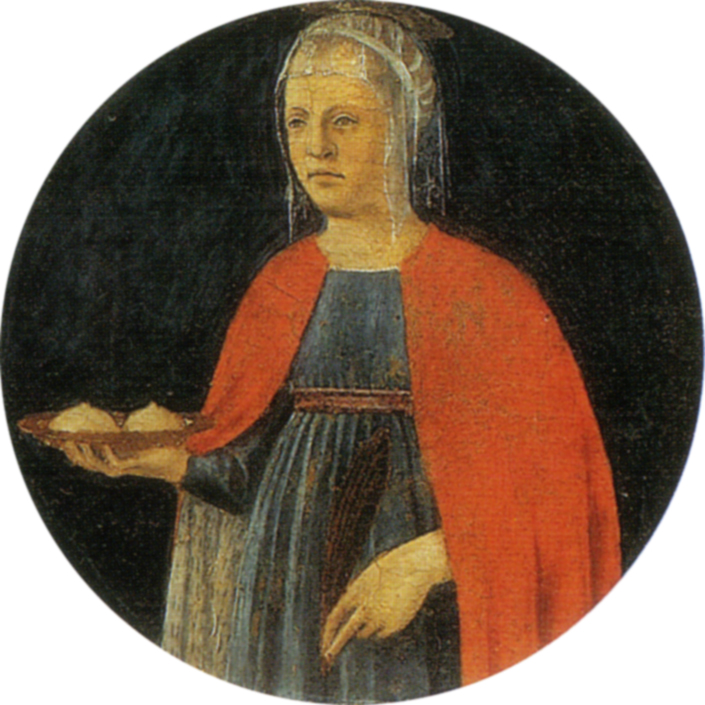
Sant'Agata

### La predella
Particolare interesse rivestono i tre pannelli della predella, poiché sono gli unici riquadri di questo genere attribuibili a Piero della Francesca, sebbene con aiuti di assistenti. Da sinistra si trovano: Sant'Antonio resuscita un bambino, San Francesco riceve le stimmate e Sant'Elisabetta di Turingia salva un ragazzo caduto in un pozzo.
La scena del Miracolo di sant'Antonio (36x49 cm) è ambientata in un interno, dove Antonio, accompagnato da un altro eremita, riporta in vita con le sue preghiere un bambino morto, alla presenza della madre in lacrime. L'ambiente chiuso e finito richiama schemi tipici dell'arte italiana già usati ad esempio da Beato Angelico (per esempio la stanza della Guarigione del diacono Giustiniano), anche se in questo caso l'uso della luce è più articolato, con un'invisibile apertura che illumina solo metà del dipinto da sinistra verso destra. Notevole è poi la piccola ma curatissima natura morta dell'armadio a muro (come nella futura Madonna di Senigallia), con due pilastrini con capitelli scolpiti, un orciolo e una bottiglia panciuta di vetro.
La scena delle Stimmate di san Francesco (36x51 cm) è forse la più interessante delle tre per l'insolita ambientazione notturna, della quale l'artista aveva dato già prova nell'affresco aretino del Sogno di Costantino. Se la composizione è infatti abbastanza convenzionale, di derivazione giottesca, la scena si riscatta nel gioco di luci ed ombre notturne, così raro nell'arte del primo Rinascimento anche in artisti tecnicamente attrezzati.
L'ultima scena, con il Miracolo di sant'Elisabetta (39x49 cm) è ambientata in una via cittadina, dove un pozzo, al centro di una piazzetta tra case, ha perso un pezzo di balaustra facendovi cadere dentro un bambino, che probabilmente abita nella casa di fronte, come suggerirebbe la porta socchiusa. Due personaggi aiutano a contestualizzare la dinamica della scena: una donna che guarda giù nel pozzo e un uomo che accorre, dotato di corda con un rampino legato all'estremità. La madre allora si getta in ginocchio per pregare sant'Elisabetta, la quale appare in alto entro una nuvola, facendo tornare in superficie il bambino sano e salvo, che appare in primo piano inginocchiato a ringraziare la santa.
Predella del Polittico di Sant'Antonio